# Johann Baptist Riedl
Johann Baptist Riedl von Riedelstein (Riedenstein) (1. září 1801 Kraslice – 20. prosince 1858 Praha) byl pražský velkoobchodník.

## Rodina
Byl synem známého výrobce hudebních nástrojů v Kraslicích Ignaze Petera Riedla. Jeho nejmladší syn Friedrich Eduard Riedl von Riedelstein byl majitel panství a porcelánky v Dalovicích.

## Život
Začínal jako učeň v obchodě s barvami ve Frankfurtu nad Mohanem. Roku 1822 vstoupil jako autorizovaný zástupce do společnosti svého strýce Johanna Davida von Starck. V roce 1826 odešel do Prahy a vybudoval tam velkoobchod se zemědělskými komoditami, indigem a bavlnou. Od 1. října 1834 byl členem ředitelství spolku Jednoty pro povzbuzení průmyslu v Praze založeném 1. března 1833. Byl v létech 1850–1857 prezident obchodní a živnostenské komory. Byl spoluzakladatel pražské plodinové burzy a v roce 1854 se ujal jejího předsednictví. Městská rada v Praze – člen obchodní sekce 1850–1858. Dále zastával funkce ředitele pražské filiálky Nationalbank a kurátora Pražské spořitelny.
Za své zásluhy byl v roce 1854 odměněn šlechtickým titulem von Riedelstein. Vlastnil továrnu na oleum, cukrovar ve Slibovicích, panství Mlýnce a Lužec v okrese Louny a podíl na 1. Českém parním mlýně.
Zemřel roku 1858 v Praze. Pohřben byl v rodinné hrobce na Olšanských hřbitovech.

### Dobročinnost

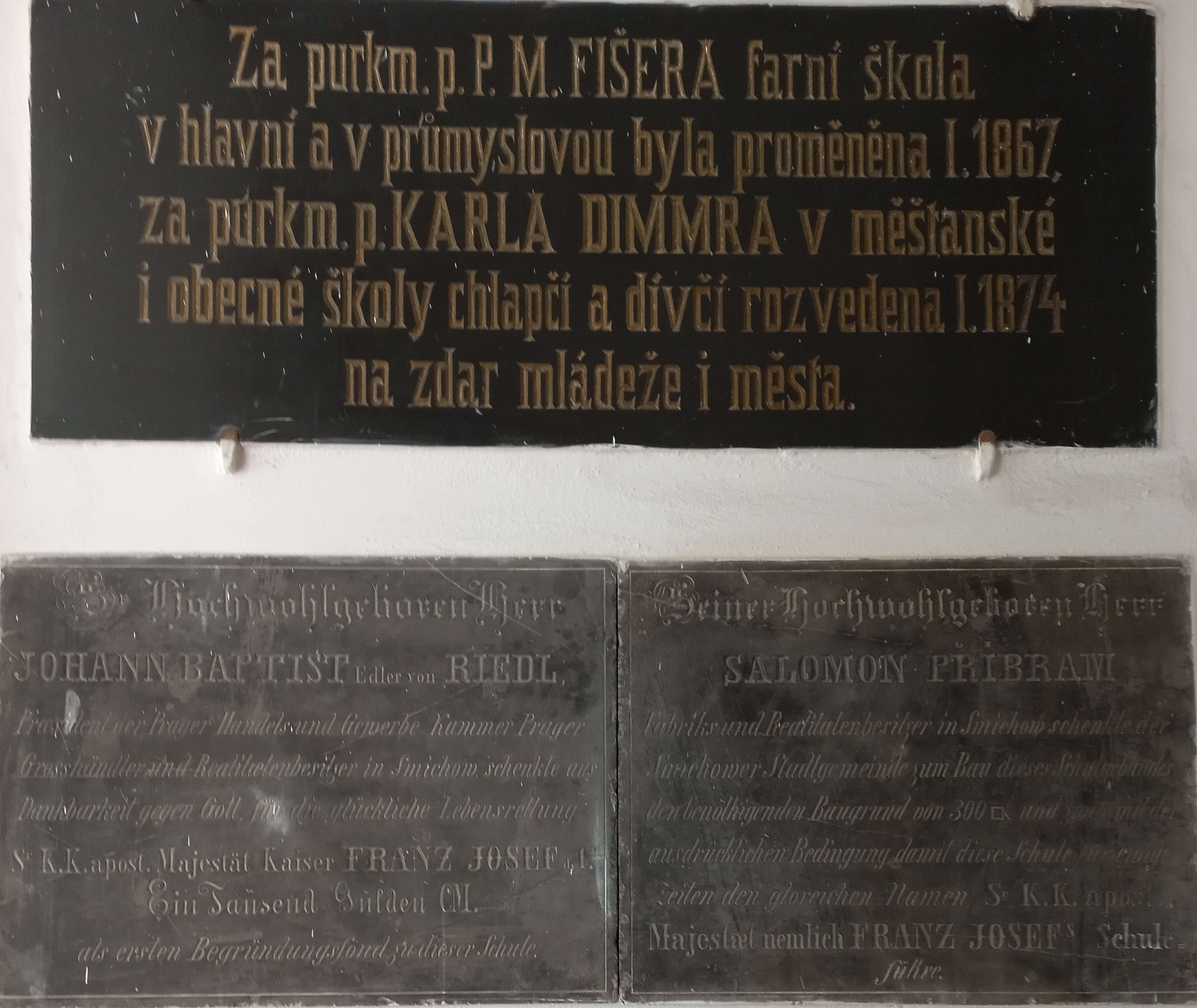
Na bělidle 34, pamětní deska připomínající Riedlův dar

Svým darem 1 000 zl. inicioval výstavbu školní budovy na Smíchově (Na Bělidle 34), kde byla výuka zahájena roku 1857 a která sloužila jako škola až do roku 1990.